# Pruzsinszky János
Pruzsinai és magyarfalvi Pruzsinszky János (Sopron, 1862. március 25. – Koromla, 1946. május 11.) filozófiai doktor, állami főgimnáziumi rendes tanár, a Magyar Tanárképző Gyakorló Főgimnázium igazgatója, tankerületi főigazgató.

## Élete
Pruzsinszky Lajos és Töppler Zsuzsanna fiaként született, 1862. április 6-án keresztelték. Tanulmányait a soproni evangélikus líceumban végezte 1881-ben. 1882-ben a bécsi tudományegyetemen Schenkl és Hartel alatt hellén és latin nyelvű kollégiumokat hallgatott. Budapesten egyetemi pályadíjat majd állami ösztöndíjat nyert. 1886-ban tett tanári vizsgát latin- és görög nyelvből, ugyanebben az évben egy latinul írt De Propertii carminibus in libros distribuendis c. értekezése alapján doktori címet nyert summa cum laude. Egyetemi tanuló korában három és fél éven át mint mentor működött Hegedűs Sándor országgyűlési képviselő Lóránt és Sándor nevű fiai mellett. 1887-ben Trefort Ágoston a reáliskolákhoz rendkívüli latin nyelvű tanári minőségben kinevezett tíz tanár között a budapesti V. ker. Markó utcai reáliskolához nevezte ki. Majd a Barcsay és Tavaszmező utcai gimnáziumban működött és innen a Trefort utcai tanárképző-intézeti főgimnázium rendes vezető tanára, 1914 végén pedig igazgatója lett. 1917-ben kapta a tankerületi főigazgatói címet és 1922-ben nyugalomba ment. Koromlán temették el, 1946. május 12-én az evangélikus egyház szertartásai szerint.

## Művei

### Folyóiratcikkek
Cikkei a Nemzetben (1887. 45. sz. Néhány szó műfordításainkról), az Országos Tanáregyesület Közlönyében (1889. A reáliskolai latintanítás első éve, 1897. Az inductiv nyelvtanításról, 1898. A latin nyelv az új tantervben); a Magyar Nyelvőrben (1896); a Magyar Paedagogiában (1903. A magyar iskolai helyesírás szabályai) jelentek meg; számos cikket és könyvismertetést írt a pedagogia lapokba; 1887–1888. a Nemzetnek, 1894–95. pedig a Nemzeti Ujságnak volt dolgozótársa, illetőleg szini referense. Szócikkeket írt az Ókori lexikonba.

### Önállóan megjelent művei
1. De Propertii Carminibus in libros distribuendis. Dissertatio philosophico-critica. Bpest, 1886.
2. A latin nyelv a hazai reáliskolákban. Uo. 1888. (Különnyom. a bpesti V. ker. áll. főreáliskola Értesítőjéből.)
3. Az egyetemes Philologiai Közlöny I–XX. kötetének Név- és Tárgymutatója. A húsz kötet teljes tartalomjegyzékével. Uo. 1898.